# Piecki
Piecki (Peitschendorf fino al 1945) è un comune rurale polacco del distretto di Mrągowo, nel voivodato della Varmia-Masuria.
Ricopre una superficie di 314,59 km² e nel 2007 contava 7 805 abitanti.